# Luca Turilli
Luca Turilli (Trieste, 5 de março de 1972) é um músico italiano, conhecido pelo seu trabalho como compositor e guitarrista da banda de power metal Rhapsody of Fire, fundada em parceria com Alex Staropoli. Luca Turilli também tem uma banda solo com seu nome e teve um projeto chamado Luca Turilli's Dreamquest. Seu pai foi um músico independente e tocava violoncelo e outros instrumentos em uma orquestra. Luca se interessou seriamente pela guitarra quando tinha aproximadamente dezesseis anos de idade. Antes disso, ele tinha aprendido a tocar piano e flauta.
Luca Turilli formou a banda Thundercross em 1993 e isto resultou no Rhapsody dois anos depois. É justamente com o Rhapsody que seu grande sucesso mundial tomou forma, tendo sido autor de todas as letras de músicas da banda e juntamente com Alex Staropoli o principal compositor do grupo.

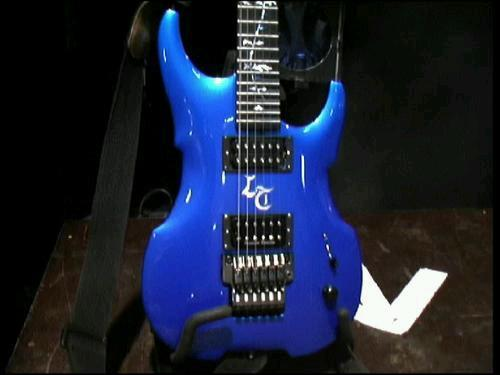
Guitarra azul do Luca Turilli

Em 2011 Turilli e Staropoli decidiram de forma amigável que tomariam rumos diferentes em suas carreiras. Staropoli continuou como líder do Rhapsody of Fire enquanto Turilli montou um outro projeto com o nome Luca Turilli's Rhapsody o que resultou no fim de seu projeto solo que levava seu próprio nome. Luca também começou em 2008 um curso online para guitarristas sob o nome "Luca Turilli's Neoclassical Revelations", nome retirado do estilo neoclássico de tocar de Turilli.

## Discografia

### Luca Turilli
- King of the Nordic Twilight (1999)
- Prophet of the Last Eclipse (2002)
- The Infinite Wonders of Creation (2006)

### Luca Turilli's Dreamquest
- Lost Horizons (2006)

### Rhapsody of Fire
- Legendary Tales (1997)
- Symphony of Enchanted Lands (1998)
- Dawn of Victory (2000)
- Rain of a Thousand Flames (2001)
- Power of the Dragonflame (2002)
- The Dark Secret (2004) – EP
- The Magic of the Wizard's Dream (2005) - EP
- Symphony of Enchanted Lands II: The Dark Secret (2004)
- Live in Canada 2005: The Dark Secret (2006)
- Triumph or Agony (2006)
- The Frozen Tears of Angels (2010)
- The Cold Embrace of Fear – A Dark Romantic Symphony (2010)
- From Chaos To Eternity (2011)

### Luca Turilli's Rhapsody
- Ascending to Infinity (2012)
- Prometheus, Symphonia Ignis Divinus (2015)

### Turilli / Lione Rhapsody
- Zero Gravity: Rebirth and Evolution (2019)

### Participações Especiais
- The Keepers of Jericho part I (faixa 5) (2000)
- Kamelot - Epica (solo de guitarra na faixa 8) (2003)
- Dyslesia - Who Dares wins (guitarra na faixa 3) (2001)